# Obârșia-Cloșani, Mehedinți
Obârșia-Cloșani este satul de reședință al comunei cu același nume din județul Mehedinți, Oltenia, România.